# Acremonium psammosporum
Acremonium psammosporum är en svampart som beskrevs av W. Gams 1961. Acremonium psammosporum ingår i släktet Acremonium, ordningen köttkärnsvampar, klassen Sordariomycetes, divisionen sporsäcksvampar och riket svampar.   Inga underarter finns listade i Catalogue of Life.